# Władimir Krużkow
Władimir Siemionowicz Krużkow (ros. Владимир Семенович Кружков; ur. 21 maja?/3 czerwca 1905 w Petersburgu, zm. 11 maja 1991 w Moskwie) – radzieckie naukowiec i działacz partyjny, laureat Nagrody Stalinowskiej w 1952, profesor, doktor nauk filozoficznych, od 23 października 1953 członek korespondent Akademii Nauk ZSRR.

## Życiorys
Od 1925 był członkiem WKP(b). W 1931 ukończył Akademię Wychowania Komunistycznego im. N.K. Krupskiej, od 1932 był wykładowcą.
W 1944 został dyrektorem Instytutu Marksa – Engelsa – Lenina przy KC WKP(b). Brał udział w fałszowaniu historii Rosji i partii zgodnie z życzeniami rządzącej elity, był autorem prac z zakresu «problemów leninowskiego etapu filozofii marksistowskiej», jak również historii filozofii raznoczyńców. 
20 lipca 1949 został przeniesiony do aparatu CK WKP(b) i wyznaczony na zastępcę, a następnie na pierwszego zastępcę kierownika Oddziału Propagandy i Agitacji. Od 30 grudnia 1950 był kierownikiem Oddziału Literatury i Sztuki KC partii. W latach 1952–56 był członkiem Centralnej Komisji Rewizyjnej KPZR. Był wśród tych, którzy kierowali powojenną walką z literaturą oraz prześladowaniami osób narodowości żydowskiej w kręgach sztuki.  
Po śmierci Józefa Stalina 25 marca 1953 został wyznaczony na kierownika Oddziału Propagandy i Agitacji CK KPZR. W 1955 został pozbawiony stanowisk partyjnych i skierowany jako profesor na Uniwersytet Uralski. W latach 1961–1973 był dyrektorem Instytutu Historii Sztuk Ministerstwa Kultury ZSRR. Pochowany na Cmentarzu Kuncewskim w Moskwie.